# Multicolore

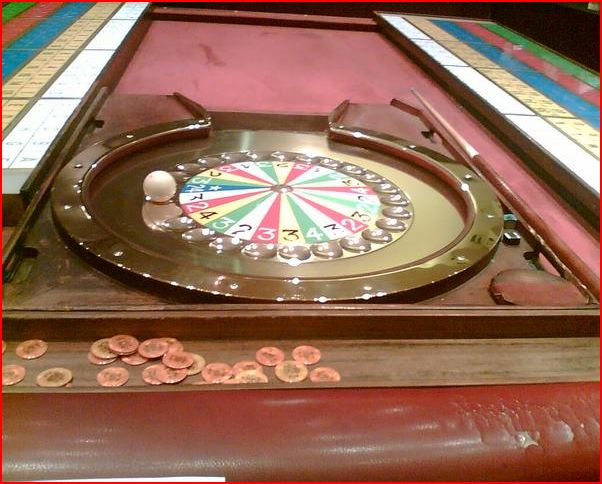
Multicolore

El Multicolore és un joc d'atzar que presenta característiques pròpies de la ruleta i del billar. Durant la partida, es fa rodar una bola dins d'un cilindre, el qual conté vint-i-cinc clots. A cadascuna d'aquestes cavitats li és assignada un color i un valor. El joc consisteix a encertar sobre quin color es detindrà la bola, i es multiplica la quantitat apostada pel valor corresponent a la casella guanyadora.
Aquest joc gaudeix de força popularitat en els cercles de jeu francesos, on no és permès jugar a la ruleta convencional.

## Descripció i regles del joc
El multicolore es compon d'una taula de billar, en un extrem de la qual es troba el cilindre. Aquest element és dividit en vint-i-cinc clots idèntics de cinc colors diferents: sis vermells, sis verds, sis grocs, sis blancs i un de color blau. Del grup de clots d'un mateix color, n'hi ha un numerat amb el valor 4, tres amb el 3 i els altres dos amb el 2. El clot blau sempre té el número 24. El cilindre pot girar sobre si mateix, com una ruleta, o ser estàtic.
Al voltant de la taula hi ha cinc franges pintades dels colors esmentats, on els jugadors emplacen les seves postes.
Un cop els jugadors han fet les seves apostes, el crupier tira, amb el tac de billar, una bola de vori contra una de les bandes de la taula. Després de rebotar, la bola puja per una rampa i entra dins del cilindre. Finalment, perd força i acaba per caure aleatòriament en un dels vint-i-cinc clots.